# Жихарев, Пётр Филиппович
Пётр Филиппович Жихарев — советский хозяйственный, государственный и политический деятель, Герой Социалистического Труда.

## Биография
Родился в 1930 году в селе Дивное. Член КПСС.
С 1945 года — на хозяйственной, общественной и политической работе. В 1945—1990 гг. — чабан в одном из отделений посёлка Большевик, старший чабан государственного племенного овцеводческого завода «Большевик» Ипатовского района Ставропольского края.
Указом Президиума Верховного Совета СССР от 8 апреля 1971 года присвоено звание Героя Социалистического Труда с вручением ордена Ленина и золотой медали «Серп и Молот».
Делегат XXVII съезда КПСС.
Умер 2 мая 1992 года в посёлке Большевике.

## Награды
Герой Социалистического труда, кавалер двух орденов Трудового Красного Знамени, ордена Ленина и Октябрьской Революции.